# Rocked: Sum 41 in Congo
Rocked: Sum 41 in Congo is een dvd van de Canadese rockband Sum 41. De dvd kwam uit in 2005.
Rocked: Sum 41 in Congo is een documentaire van Adrian Callender welke de ervaringen beschrijft van Sum 41 in de Democratische Republiek Congo. Sum 41 nam een pauze in de muziekwereld om samen met War Child Canada samen naar het land af te reizen om te kijken naar het Afrikaanse land waar de bevolking al sinds 1998 in angst woont dankzij de oorlogen.
Rocked laat de reis door een land in puin zien door de ogen van de band. Ze praten met Congolese kinderen die midden in een van de ergste humanitaire crisis en oorlog zitten. Sum 41 reisde samen met Dr. Eric Hoskins (President van War Child Canada) en Dr. Samantha Nutt (Executive Director van War Child Canada) af naar het land.
Enkele dagen na aankomst wordt hun hotel bij Bukavu onder vuur genomen. Na enkele uren vastgezeten te hebben zorgt VN vredeshandhaver Charles "Chuck" Pelletier voor gepantserd vervoer uit het hotel zodat de band en 40 burgers geëvacueerd kunnen worden. Ter ere aan Pelletier noemt de band hun derde album naar hem, Chuck uit 2004.